# Maagdenburgs voetbalkampioenschap 1901/02
In 1901/02 werd het tweede Maagdenburgse voetbalkampioenschap gespeeld, dat georganiseerd werd door de Maagdenburgse voetbalbond. Er werd een herstronde en een voorjaarsronde gespeeld, die beiden door Magdeburger FC Viktoria 1896 gewonnen werd. Na onenigheden verliet FuCC Cricket-Viktoria 1897 Magdeburg de competitie voor de voorjaarsronde, zij keerden wel terug in 1902/03. Er was dit jaar nog geen verdere eindronde. 

## 1. Klasse

### Herfstronde
| Plaats | Club                                    | Wed. | W | G | V | Saldo | Ptn. |
| ------ | --------------------------------------- | ---- | - | - | - | ----- | ---- |
| 1.     | Magdeburger FC Viktoria 1896            |      |   |   |   |       |      |
| 2.     | FuCC Cricket-Viktoria 1897 Magdeburg    |      |   |   |   |       |      |
| 3.     | Magdeburger FC Viktoria 1896 II         |      |   |   |   |       |      |
| 4.     | FuCC Cricket-Viktoria 1897 Magdeburg II |      |   |   |   |       |      |

|  | Kampioen |

### Voorjaarsronde
| Plaats | Club                            | Wed. | W | G | V | Saldo | Ptn. |
| ------ | ------------------------------- | ---- | - | - | - | ----- | ---- |
| 1.     | Magdeburger FC Viktoria 1896    |      |   |   |   |       |      |
| 2.     | Magdeburger FC Viktoria 1896 II |      |   |   |   |       |      |
| 3.     | Magdeburger SC Germania 1898    |      |   |   |   |       |      |
| 4.     | Schönebecker FC Viktoria        |      |   |   |   |       |      |

|  | Kampioen   |
|  | Degradatie |

- Kampioen 2. Klasse: Magdeburger SC 1900
- Kampioen 3. Klasse: Magdeburger FC Viktoria 1896 III
- Kampioen 4. Klasse: Magdeburger FC Viktoria 1896 IV